# South Turramurra
South Turramurra är en del av en befolkad plats i Australien. Den ligger i kommunen Ku-ring-gai och delstaten New South Wales, i den sydöstra delen av landet, omkring 15 kilometer nordväst om delstatshuvudstaden Sydney. Antalet invånare är 2 974.
Runt South Turramurra är det mycket tätbefolkat, med 1 463 invånare per kvadratkilometer.. Närmaste större samhälle är Sydney, omkring 15 kilometer sydost om South Turramurra. 
Runt South Turramurra är det i huvudsak tätbebyggt. Genomsnittlig årsnederbörd är 1 380 millimeter. Den regnigaste månaden är februari, med i genomsnitt 200 mm nederbörd, och den torraste är juli, med 36 mm nederbörd.